# Pedagogika na prostem
Pedagogika na prostem izhaja iz pedagogike, ki s svojim didaktičnim izhodiščem izpostavlja prostor kot ključen dejavnik vzgojno-izobraževalnega učinkovanja.
Načrtovanje in organizacija vzgojno-izobraževalne dejavnosti, vsebin in metod se prepleta s skrbnim upoštevanjem prostora in vsega kar nas obdaja. Prostor, ki se uporablja v učne ali vzgojne namene je lahko popolnoma, delno ali sploh ni institucionaliziran (npr. učilnica, planinska pot, divjina/gozd), kar pomeni, da se načrten proces vzgoje in izobraževanja lahko izvaja v ustanovi (šoli) in prostorih, ki so temu namenjeni (npr. učilnica, predavalnica, računalnica), ni pa nujno. Vzgojno-izobraževalna dejavnost se lahko odvija "na prostem", to je v prostorih, ki jim poučevanje ni primaren namen, npr. gledališče, tovarna, gostišče, plaža, kmetija. Pedagogiko na prostem enostavneje razumemo kot del izvajanja pouka, ki se po šolskem učnem načrtu ne odvija zgolj v učilnici, ampak tudi kje drugje, npr. v parku, na igrišču, v muzeju, v lokalnem okolju. Predstavlja pomembnejše vodilo organizacije in izpeljave t.i. šol v naravi, letovanj, kolonij, taborjenj, šolskih izletov in ekskurzij. 
S poudarkom na prostoru in prostosti deluje kot pedagoška disciplina, ki medsebojno prepleta izvorno sorodne pedagoške nazore oz. koncepte, npr. doživljajsko pedagogiko, gozdno pedagogiko, okoljsko vzgojo, izkustveno učenje. Čeprav ti izhajajo iz skupne reformske paradigme, zavzema pedagogika na prostem, s stališča pedagoga (učitelja, vzgojitelja, mentorja) predvsem prostost. Strokovnjak s področja, ki ima možnost stopiti izven učilnice, lahko razširi prostor pedagoškega učinkovanja, torej poveča priložnosti vzgojno-izobraževalnega delovanja. Za učinkovito doseganje učnih ciljev, lahko pouk v prid spremembi prostora, izkoristka objektivnih danosti okolja in gibanja v njem, spretno uravnava z rekreativnimi, športnimi in ustvarjalnimi dejavnostmi, spodbuja izkušnje in refleksijo ter bolje seže v razvoj veščin in kompetenc ter celostnega razvoja posameznika.